# Saint-Laurent-du-Var
Saint-Laurent-du-Var je zahodno predmestje Nice in občina v jugovzhodnem francoskem departmaju Alpes-Maritimes regije Provansa-Alpe-Azurna obala. Leta 2006 je naselje imelo 30.076 prebivalcev.

## Geografija
Kraj se nahaja v Provansi na Azurni obali ob izlivu reke Var v Sredozemsko morje, nasproti Nice.

## Administracija
Saint-Laurent-du-Var je sedež kantona Saint-Laurent-du-Var-Cagnes-sur-Mer-Vzhod, v katerega je poleg njegove vključen še vzhodni del občine Cagnes-sur-Mer. Kanton je sestavni del okrožja Grasse.

## Zgodovina
Kraj je bil ustanovljen v 11. stoletju ob ustanovitvi hospica pod patronstvom sv. Lovrenca. Glavna dejavnost je bila pomagati popotnikom prečkati mejno reko Var med tedanjim Francoskim kraljestvom in Nico (1481). 

## Pobratena mesta
- Landsberg am Lech (Bavarska, Nemčija),
- Siófok (Madžarska),
- Waldheim (Saška, Nemčija).
- istoimenski kraji v celinski Franciji (95) in Francoski Gvajani (1)